# Lijst van organisaties met het predicaat Koninklijk in Nederland
Deze lijst geeft een overzicht van instellingen en bedrijven in Nederland die het predicaat Koninklijk mogen of hebben mogen voeren. De lijst is niet volledig.
Legenda:
- Organisaties met de aanduiding (†) bestaan niet meer, of niet meer onder die naam.
- Organisaties met de aanduiding (‡) voerden in het verleden het predicaat Koninklijk, maar zijn dat (bijvoorbeeld ten gevolge van fusies of overnames) kwijtgeraakt.
- Vermeldingen met de aanduiding (R) bestaan niet meer als zelfstandige organisatie, maar het predicaat en de naam worden nog steeds gevoerd.

## A
- Koninklijke A-ware Food Group
- Koninklijk Toonkunstkoor "Aalsmeer"
- Koninklijk Nederlands Aardrijkskundig Genootschap (KNAG)
- Koninklijke Nederlandse Beroepsorganisatie van Accountants (KNBA)/(NBA)
- Koninklijke Nederlandse Vereniging voor Afval- en Reinigingsmanagement (NVAR), voorheen Nederlandse Vereniging van Reinigingsdirecteuren (NVRD)
- Koninklijke Ahold NV (†)
- Koninklijke Ahold Delhaize NV
- Koninklijke Ahrend NV (Ahrend)
- Koninklijke Nederlandse Akademie van Wetenschappen (KNAW)
- Koninklijke Nederlandse Alpen Vereniging (KNAV)
- Koninklijke Amsterdamsche Zwemclub 1870 (Kon. AZ), 1870
- Koninklijke Nederlandse Toeristenbond ANWB (ANWB)
- Koninklijke Fanfare Accelerando, Sint-Annaland
- Royal Apollo Group, 2022
- Koninklijke Fanfare Apollo
- Koninklijke Vereniging van Archivarissen in Nederland (KVAN), 1991
- Koninklijke Nederlandse Atletiek Unie (KNAU)
- Koninklijke Auping bv
- Koninklijke Auris Groep
- Koninklijke Nederlandsche Automobiel Club (KNAC)
- Koninklijke Asscher Diamant Maatschappij (KADM), 1980
- Koninklijke Arnhemsche Eau de Cologne-fabriek (†)
- Koninklijke Avebe U.A.
- Koninklijke Vereniging van Vrienden der Aziatische Kunst (KVVAK), 2018

## B
- Koninklijke BAM Groep nv (BAM)
- Koninklijke Bammens BV
- Royal Barenbrug Groep
- Koninklijke Nederlandse Baseball en Softball Bond (KNBSB)
- Koninklijke BDU Holding BV
- Koninklijke Academie van Beeldende Kunsten (KABK), Den Haag
- Koninklijke Begeer (KB)
- Royal Begemann Group (RBG)
- Koninklijke Nederlandse Vereniging voor Beroepsbeoefenaren in de bibliotheek-, informatie- en kennissector (NVB)
- Koninklijke Beroepsorganisatie van Gerechtsdeurwaarders (KBvG)
- Koninklijke Beuk BV (Beuk)
- Koninklijke Bibliotheek (Nederland) (KB)
- Koninklijke Bijenkorf Beheer (KBB) (†)
- Koninklijke Nederlandse Biljartbond (KNBB)
- Stichting Koninklijke Rotterdamse Diergaarde Blijdorp
- Koninklijk Instituut tot Onderwijs voor Slechtzienden en Blinden te Huizen, thans Koninklijke Visio, 1958
- Koninklijke Binnenvaart Nederland
- Koninklijke Algemeene Vereeniging voor Bloembollencultuur (KAVB), opgericht 1860
- Royal Bodewes (RB)
- Koninklijke Van den Boer Groep (KVdBG)
- Koninklijke Distilleerderijen Erven Lucas Bols NV(‡) (thans Lucas Bols)
- Koninklijke Boon Edam International B.V. (BoonEdam)
- Koninklijke Boom uitgevers (Boom)
- Koninklijke Nederlandse Bosbouw Vereniging (KNBV)
- Koninklijke Boskalis Westminster NV (Boskalis)
- Koninklijke Vereniging voor Boskoopse Culturen (KVBC)
- Koninklijke Nederlandse Botanische Vereniging (KNBV)
- Koninklijke Branchevereniging voor architectenbureaus (BNA)
- Koninklijke Zangvereniging Breda's Mannenkoor, Breda
- Koninklijke Brill NV (Brill)
- Royal Brinkman (RB)
- Koninklijk Tehuis voor Oud-Militairen en Museum Bronbeek (Bronbeek of KTOMM Bronbeek)
- Koninklijke Fabriek van Gebrande Suiker R. Buisman BV, Buisman, Zwartsluis, 1951
- Koninklijke Bunge B.V.
- Koninklijke Burger Groep B.V. (RBG)
- Koninklijke Burgers' Zoo (KBZ), 2013

## C
- Koninklijke Ten Cate nv of Royal Ten Cate (TenCate)
- Koninklijk Theater Carré
- Koninklijke Harmonie "Cecilia" Princenhage, Breda
- Koninklijke Harmonie St. Cecilia, Gilze
- Koninklijke Nederlandse Chemische Vereniging (KNCV)
- Koninklijke Christelijke Oratorium Vereniging Amsterdam (KCOV Amsterdam)
- Koninklijke Chroomlederfabriek De Amstel, Waalwijk (†), opgegaan in Koninklijke Lederfabrieken Oisterwijk (KLO) (†)
- Koninklijk Concertgebouw (Concertgebouw)
- Koninklijk Concertgebouworkest (KCO)
- Koninklijke Nederlandsche Handboogschutterij "Concordia", Amsterdam
- Koninklijke Harmonie Concordia, Panningen
- Coöperatie Koninklijke Cosun U.A., Breda
- Koninklijke Nederlandse Cricket Bond (KNCB)
- Koninklijke Nederlandse Kennelclub "Cynophilia" (KNK Cynophilia)

## D
- Koninklijke Damstra Installatietechniek, Driezum
- Koninklijke Nederlandse Dambond (KNDB)
- Koninklijke Coöperatie Rundveeverbetering Delta (CR Delta)
- Koninklijke Sjouke Dijkstra B.V.
- Koninklijke Maatschappij voor Natuurkunde Diligentiâ (Diligentiâ), 1953
- Discendo Discimus (DD), Koninklijk 's-Gravenhaags Schaakgenootschap Discendo Discimus
- Koninklijke Distilleerderij M. Dirkzwager BV
- Koninklijke Doeksen, voorheen Rederij Doeksen, 2008
- Koninklijke Dordrechtse Roei- en Zeilvereeniging (KDRZV)
- Douwe Egberts (DE) (‡)
- Koninklijke DSM NV (DSM)
- Koninklijke Duyvis (Duyvis) (R)
- Koninklijke Nederlandse Vereniging van Dansleraren (KNVD)
- Koninklijke Dekker

## E
- Koninklijke Harmonie Eendracht maakt Macht, Wessem
- Koninklijke Harmonie Eendracht maakt Macht, Kruiningen
- Koninklijke Roeiers Vereeniging Eendracht
- Koninklijke Eduard van Leer (KEVL), Amsterdam
- Koninklijke Nederlandse Vereniging Eerste Hulp Bij Ongelukken
- Koninklijke Eijkelkamp Earth Sampling Group
- Koninklijke Eijsbouts Klokkengieterij en Fabriek van Torenuurwerken b.v. Asten
- Koninklijk Eise Eisinga Planetarium
- Koninklijke ERU Kaasfabriek B.V. (ERU), Woerden
- Koninklijke Euroma B.V., Wapenveld
- Koninklijke Christelijke Oratorium Vereniging Excelsior, Amsterdam
- Koninklijk Mannenkoor La Bonne Espérance, Eindhoven

## F
- Royal Fassin, 2010
- Feadship Royal Dutch Shipyards (Feadship)
- Koninklijke Nederlandse Bond van Filatelisten-Verenigingen (KNBF)
- Koninklijke Nederlandse vliegtuigenfabriek Fokker
- Koninklijke Coöperatieve Bloemenveiling Royal FloraHolland
- Koninklijke Vereniging De Friesche Elf Steden, 2009
- Koninklijke FrieslandCampina, 2004
- Koninklijke Friesland Foods (Royal Friesland Foods), † 2004
- Koninklijk Nederlands Genootschap voor Fysiotherapie (KNGF)

## G
- Koninklijke Vereniging van Gasfabrikanten in Nederland (KVGN), 1973
- Koninklijke Gazelle, 1992
- Koninklijk Nederlands Geleidehonden Fonds (KNGF), 1953
- Koninklijke Nederlandsche Maatschappij tot bevordering der Geneeskunst (KNMG)
- Koninklijk Nederlands Geologisch Mijnbouwkundig Genootschap (KNGMG), 1952
- Koninklijk Nederlandsch Genootschap voor Geslacht- en Wapenkunde(KNGGW), 1883
- Koninklijke Nederlandse Golf Federatie (KNGF)
- Goedewaagen’s Koninklijke Hollandse Pijpen- en Aardewerkfabrieken (†), 1982
- Koninklijke Van Gorcum & Comp. B.V., Assen, 1950
- Koninklijke Grolsch/Royal Grolsch, 1995
- Verhuisbedrijf Koninklijke De Gruijter & Co, Zoeterwoude, 1920
- Koninklijke Nederlandse Gymnastiek Unie (KNGU), 1919

## H
- Koninklijke Haagse Cricket & Voetbal Vereeniging (Kon. HC&VV)
- Koninklijke Haagsche Golf & Country Club (KHG&CC), 1993
- Koninklijke Haagse Harmonie
- Royal Hakvoort Shipyard
- Koninklijke Harmonie van Thorn
- Koninklijke Harmoniekapel Delft, 1959
- Royal HaskoningDHV (HaskoningDHV)
- Koninklijke Heijmans
- Koninklijke Nederlandsche Heidemaatschappij (KNHM), 1963
- Koninklijke HFC (Haarlemsche Football Club), 1959
- Koninklijke Nederlandse Hippische Sportfederatie (KNHS)
- Koninklijk Nederlands Historisch Genootschap (KNHG)
- Koninklijke Nederlandse Hockeybond (KNHB)
- Royal Hoitsema Labels, 1953
- Koninklijke Vereniging Homeopathie Nederland (KVHN)
- Koninklijke Hondenbescherming
- Koninklijke Nederlandse Hoogovens en Staalfabrieken (Hoogovens of KNHS) (†)
- Koninklijke Amsterdamsche Roei- en Zeilvereeniging de Hoop (KARZV De Hoop)
- Koninklijke Horeca Nederland (KHN)
- Royal Huisman (Huisman)
- Royal Houdijk, 1922
- Koninklijke Groninger Roeivereniging De Hunze (KGR De Hunze)
- Koninklijke Harmonie St. Cecilia 1836, Vaals
- Koninklijk Mannenkoor Cecilia 1837, Vaals
- Koninklijke Harmonie 's-Hertogenbosch 1894, 's-Hertogenbosch
- Koninklijke Hoppenbrouwers Techniek 1918, Udenhout
- Koninklijke HZPC 1898, Joure

## I
- Koninklijke Imtech NV (Imtech) (†)
- Koninklijke IHC (IHC)
- Koninklijk Instituut van Ingenieurs (KIvI)
- Koninklijk Instituut voor Taal-, Land- en Volkenkunde (KITLV)
- Koninklijk Instituut voor de Tropen (KIT) of Tropeninstituut
- Koninklijk Nederlands Instituut van Registeraccountants (NIVRA)
- Koninklijk Nederlands Instituut Rome (KNIR), Rome
- Koninklijk Nederlands Instituut voor Onderzoek der Zee (NIOZ)

## J
- Koninklijke Nederlandse Jagersvereniging (KNJV), 1949
- Koninklijke Joh. Enschedé
- Koninklijke Militaire Kapel Johan Willem Friso
- Drukkerij Em. de Jong B.V., Baarle-Nassau
- Koninklijke Jongeneel (Jongeneel)
- Koninklijke Jumbo (spellen)
- Koninklijke Jumbo Food Groep, 2021, (supermarkten)

## K
- Koninklijke Nederlandsche Maatschappij van Kaas- en Roomboterfabrieken (†)
- Koninklijke Nederlandse Kaatsbond (KNKB)
- Koninklijke Algemene Nederlandse Kappersbond (ANKO)
- Koninklijke Nederlandsche Katoenspinnerij (KNKS) † Hengelo, 1863-1974
- bv Koninklijke Van Kempen & Begeer
- Koninklijke Kentalis (Kentalis)
- Koninklijke Kerckhaert Hoefijzerfabriek
- Koninklijke Lederfabriek Gebroeders Keunen, † Eindhoven, 1828-1979
- Koninklijke Lucifersfabrieken Mennen & Keunen, † Eindhoven, 1870-1979
- Koninklijke Nederlandse Vereniging voor Koffie en Thee (KNVKT)
- Koninklijke Nederlandse Vereniging voor Koude (KNVvK)
- Koninklijke KPN NV (KPN)
- Royal Dutch Kusters Engineering
- Koninklijke De Kuyper (De Kuyper), 1995
- Koninklijk Nederlands Korfbalverbond (KNKV)
- Koopmans Koninklijke Meelfabrieken (KKM)
- Koninklijke Kusters Engineering BV (KKE)
- Koninklijke Stedelijke Muziekvereniging Kunstliefde en Vriendschap, Leerdam

## L
- Koninklijke Landbouwkundige Vereniging (KLV)
- Koninklijk Genootschap voor Landbouwwetenschap (KGVL)
- Koninklijke Landmacht (KL)
- Koninklijke Nederlandse Lawn Tennis Bond (KNLTB)
- Koninklijke Verenigde Leder (KVL), Oisterwijk) (†), (1932)
- Koninklijke Lederfabrieken Oisterwijk (KLO) (†), 1932
- Royal Leerdam Crystal
- Koninklijke Lemkes Groep bv, Bleiswijk
- Royal van Lent, Feadship, Kaageiland
- Koninklijke Nederlandse Bond voor Lichamelijke Opvoeding (KNBLO-NL)
- Koninklijke Vereniging voor Lichamelijke Opvoeding (KVLO)
- Koninklijk Limburgs Geschied- en Oudheidkundig Genootschap (LGOG)
- Koninklijke Rotterdamsche Lloyd (KRL) (†)
- Koninklijke Luchtmacht (KLu)
- Koninklijke Luchtvaart Maatschappij, ook KLM Royal Dutch Airlines (KLM)
- Koninklijke Nederlandse Vereniging voor Luchtvaart (KNVvL)
- Koninklijke Luchthaven Schiphol

## M
- Koninklijke Roei- en Zeilvereeniging De Maas (KR&ZV De Maas)
- Koninklijke Marechaussee (KMar)
- Koninklijke Marine (KM)
- Koninklijke Vereniging van Marineofficieren (KVMO), 1983
- Koninklijke Zangvereniging Mastreechter Staar
- Koninklijk Genootschap Mathesis Scientiarum Genitrix (‡), Leiden, 1935
- Koninklijk Nederlands Meteorologisch Instituut (KNMI)
- Koninklijke Militaire Academie (KMA), Breda
- Koninklijke Militaire School (KMS), Ermelo, voorheen Weert
- Koninklijke Militaire School Luchtmacht (KMSL)
- Koninklijke Kweekerij Moerheim N.V. (‡), opgericht 1888, Dedemsvaart
- Koninklijke Mosa of Royal Mosa (Mosa)
- Koninklijke Nederlandse Militaire Bond Pro Rege (R), thans Koninklijke PIT Pro Rege
- Koninklijke Nederlandse Motorrijders Vereniging (KNMV)
- Koninklijke Nederlandse Munt (KNM), 1999
- Koninklijk Nederlands Genootschap voor Munt- en Penningkunde (KNGMP), 1899
- Koninklijke Nederlandse Federatie van Muziekverenigingen (KNFM)
- Koninklijk Instituut voor de Marine (KIM)
- Koninklijk Fanfare Maasoever (1956), Kessel
- Koninklijke Moorman Karton BV (2012), Weesp

## N
- Koninklijk Nederlandsch-Indisch Leger (KNIL) (†)
- Koninklijk Nederlands Lucht- en Ruimtevaartcentrum
- Koninklijke Nederlandse Natuurhistorische Vereniging (KNNV)
- Koninklijke Studenten Roeivereniging Njord (KSRV Njord)
- Koninklijke Noord- en Zuid-Hollandsche Redding-Maatschappij (KNZHRM) (†)
- Koninklijk Nederlands Normalisatie-instituut (NEN)
- Koninklijk Nederlands Elektrotechnisch Comité (NEC)
- Koninklijke Nederlandsche Stoomkoffiebranderijen H.E. Van IJsendijk Jr.
- Koninklijke Nedschroef Holding B.V.
- Koninklijke Niestern-Sander B.V.
- Koninklijke Notariële Beroepsorganisatie, (KNB), 1968
- Koninklijke Industrieële Maatschappij v/h Noury & Van der Lande †, Deventer
- Koninklijke Harmonie Nut en Vermaak, Zundert

## O
- Koninklijke Harmonie Oefening en Uitspanning, Beek en Donk
- Koninklijke Harmonie "Oefening en Uitspanning" Goirle
- Koninklijke Rederijkerskamer Ons Genoegen
- Koninklijke Van Oord
- Koninklijke Oosterberg BV
- Koninklijke Oosterhof-Holman Beheer B.V.
- Koninklijke Zwanenberg Organon †, Oss, 1956
- Koninklijk Schiedams Mannenkoor Orpheus
- Koninklijke Otolift Trapliften
- Koninklijke Oude Harmonie van Eijsden
- Koninklijk Oudheidkundig Genootschap (KOG)
- Koninklijke Nederlandse Oudheidkundige Bond (KNOB), 1949
- Koninklijke Ouwehand

## P
- Koninklijke Paketvaart Maatschappij (KPM) (†)
- Koninklijke Peijnenburg B.V., Geldrop
- Koninklijke Peitsman Fournituren B.V., Rotterdam
- Koninklijke Nederlandse Maatschappij tot Exploitatie van Petroleumbronnen in Nederlandsch-Indië † (KNMEP), opgegaan in Royal Dutch Shell
- Koninklijke Nederlandse Petroleum Maatschappij (Koninklijke Olie) † (KNPM), opgegaan in Royal Dutch Shell
- Koninklijke Nederlandse Pharmaceutische Studenten Vereniging (K.N.P.S.V.)
- Koninklijke Nederlandse Maatschappij ter bevordering der Pharmacie (KNMP)
- Koninklijke Harmonie Phileutonia, Eindhoven
- Koninklijke Philips N.V. (Philips)
- Koninklijke Nederlandse Plantenziektekundige Vereniging (KNPV)
- Koninklijke Nederlandse Politiehond Vereniging (KNPV), 1912
- Stichting Koninklijke PIT Pro Rege (waarin PIT staat voor Protestants Interkerkelijk Thuisfront), Apeldoorn
- Koninklijke Nederlandse Plantenziektekundige Vereniging (KNPV)
- N.V. Koninklijke Plateelbakkerij Zuid-Holland
- Koninklijk Polytechnisch Bureau Nederland Arnhem (Koninklijke PBNA), 1952
- Koninklijke PostNL
- Koninklijke Porceleyne Fles (Royal Delft)
- Koninklijke Leidsche Studenten Vereeniging tot Vrijwillige Oefening in den Wapenhandel Pro Patria
- B.V. Textielfabrieken H. van Puijenbroek, Goirle

## Q
- Koninklijke Quantore 1920-2020

## R
- Koninklijke Nederlandse Bond tot het Redden van Drenkelingen (KNBRD)
- Koninklijke Dordrechtsche Roei- en Zeilvereniging (KDR&ZV)
- Koninklijke Nederlandse Redding Maatschappij (KNRM)
- Koninklijke Nederlandse Redersvereniging (1905-1992) (†), 1955
- Koninklijke Roei- en Zeilvereeniging De Maas (KR&Z De Maas), 1901
- Koninklijke Roei en Zeil Vereniging Het Spaarne (KR&ZV Het Spaarne)
- Koninklijke Nederlandsche Roeibond (KNRB)
- Koninklijke Zangvereeniging Rotte's Mannenkoor, Rotterdam, 1898
- Koninklijke Roeiers Vereeniging Eendracht (KRVE), 1995
- Koninklijke Rotterdamse Post Harmonie (KRPH), 1952
- Koninklijke Rotra (Rotra)
- Koninklijke De Ruijter (De Ruijter)
- Koninklijke Rosendaalsche Kapel (KRK)
- Koninklijke Vereniging van Nederlandse Reders (KVNR), 1992
- Koninklijke Vereniging van Nederlandse Reserveofficieren (KVNRO)
- Koninklijke Rijnja (Rijnja)

## S
- Koninklijke Saan (Saan), 1997
- Koninklijke Harmonie Sainte Cécile Eijsden, 1880
- Koninklijke Nederlandse Schaakbond (KNSB)
- Koninklijke Nederlandsche Schaatsenrijders Bond (KNSB)
- Koninklijke Stoomschoenenfabriek A.H. van Schijndel Waalwijk (†), 1909
- Koninklijke Maatschappij De Schelde (KMS) (†)
- Koninklijke Schelde Groep BV (KSG)
- Koninklijke Scholten Foxhol NV (†)
- Koninklijke Scholten-Honig (KSH) (†)
- Koninklijke Schouwburg, Den Haag
- Koninklijke Nederlandse Schietsport Associatie (KNSA)
- Royal Schiphol Group
- Koninklijke Schutterij "St. Antonius", Nieuw-Dijk
- Royal Dutch Shell plc, 1890, (‡), thans Shell plc
- Koninklijke Zaaizaadbedrijven Gebroeders Sluis of Royal Sluis (†), 1967
- Koninklijke Smilde of Royal Smilde, Heerenveen
- Royal SMIT Transformers Nijmegen, 2013
- Koninklijke Stoomweverij, Nijverdal †, opgegaan in Koninklijke Ten Cate
- Royal Swinkels, voorheen Bavaria, Lieshout, 2019
- Koninklijke Harmonie Sophia's Vereeniging
- Royal Sparck Technologies, Drachten
- Koninklijke Sphinx B.V., Maastricht (†)
- Koninklijke Stearine Kaarsenfabriek Gouda B.V., Waddinxveen (‡)
- Koninklijke Nederlandse Stoomboot-Maatschappij (KNSM) (†)
- Koninklijke Nederlandsche Studenten Roeibond (KNSRB)
- Koninklijke Studenten Schietvereeniging (K.S.S.), 1888
- Koninklijke Schippersvereniging Schuttevaer
- Royal Swets & Zeitlinger (Swets)
- Koninklijke Schmidt Zeevis Rotterdam

## T
- Royal Talens, 1949, voorheen Koninklijke Fabrieken Talens & Zoon
- Koninklijke Nederlandse Maatschappij tot Bevordering der Tandheelkunde (KNMT), 2014
- Koninklijk Theater Tuschinski, 2021
- Koninklijke Ten Cate NV (KNTC), 1958, voorheen Koninklijke textielfabrieken Nijverdal-ten Cate
- Koninklijke Terberg Group B.V., 2019
- Koninklijke Kweekerij Terra Nova W. Keessen jr. & Zonen C.V., thans Royal Terra Nova
- Koninklijke N.V. Texels Eigen Stoomboot Onderneming (TESO), 2007
- Koninklijke Nederlandse Textiel-Unie (KNTU) † Hengelo, 1962-1973
- Koninklijke Theodorus Niemeyer BV, 1969
- Koninklijke Drukkerij G J Thieme b.v. (‡), thans ThiemeMeulenhoff
- Koninklijke Orkestvereniging Thomas A Kempis, Zwolle
- Koninklijke Tichelaar Makkum, 1960
- Koninklijke Rederijkerskamer 'Tollens', Hoogezand, 1956
- Koninklijke Nederlandse Toonkunstenaars Vereniging (KNTV) †
- Koninklijke Vereniging "Het Nederlandse Trekpaard en De Haflinger"

## U
- Koninklijke Utermöhlen NV
- Koninklijke Deventer Cricket en Football Club Utile Dulci
- Koninklijke Utrechtse Fabriek van Zilverwerken
- Koninklijke Utrechtsche Studenten Vereeniging tot Vrijwillige Oefening in den Wapenhandel (K.U.S.V.t.V.O.i.d.W.), 1938

## V
- Koninklijke Vaassen Flexible Packaging.
- Koninklijke Van Gorcum
- Koninklijke Van Oord
- Royal Van Rees Group B.V., 2019
- Vendex KBB (†), Vendex Koninklijke Bijenkorf Beheer, predicaat vervallen in 2005
- Koninklijke zangvereniging Venlona, 1931
- Koninklijke Verkade N.V., 1950
- Koninklijke Nederlandse Organisatie van Verloskundigen (KNOV)
- Koninklijke Visio
- Koninklijke Nederlandse Voetbalbond (KNVB)
- Koninklijke Vopak
- Koninklijke Adriaan Volker Groep (‡)
- Koninklijke Volker Stevin (KVS) (‡)
- Koninklijke VolkerWessels N.V.
- Royal Vriesco
- Koninklijke De Vries Scheepsbouw, 2006
- Koninklijke Vereniging van de Nederlandse Chemische Industrie (VNCI)

## W
- Koninklijke Wagenborg
- Koninklijke Wandel Bond Nederland (KWBN)
- Koninklijk Warmbloed Paardenstamboek Nederland (KWPN)
- Koninklijke Watersportvereniging De Kaag (1917), 1965
- Koninklijke Watersport Vereniging Frisia (KWV Frisia)
- Koninklijke Watersport Vereeniging Loosdrecht (KWVL)
- Koninklijke Watersportvereniging Sneek (KWS)
- Koninklijke Wegener
- Koninklijke Hollandsche Maatschappij der Wetenschappen (KHMW), 2002
- Royal Wessanen
- Koninklijke Nederlandsche Wielren Unie (KNWU)
- Koninklijke Van Wijhe BV, Zwolle, 2016
- Koninklijke Vereniging van Nederlandse Wijnhandelaren (KVNW), 1999
- Koninklijk Wiskundig Genootschap (KWG), 2003
- Koninklijke Woudenberg, Ameide

## Y
- Koninklijke Nederlandsche Yacht Club (KNYC) (†)

## Z
- Koninklijk Zeemanscollege De Groninger Eendracht (1830-1982) (†)
- Koninklijk Zeeuwsch Genootschap der Wetenschappen (KZGW of Zeeuws Genootschap)
- Koninklijke Nederlandsche Zeil- en Roeivereeniging (KNZ&RV), 1852
- Zeil-, Roei- en MotorsportVereeniging "De Kaag" (ZRMV), 1917 (†)
- Koninklijke Zeilvereeniging Oostergoo  (KZVO)
- Koninklijk Zeister Harmonie Muziekgezelschap (KZHM), 1907
- Koninklijke Zuid-Hollandsche Maatschappij tot Redding van Schipbreukelingen (KZHMRS) (†)
- Koninklijk Zutphens Mannenkoor
- Koninklijke Nederlandse Zwembond (KNZB), 1933